# مجلس الشورى (البحرين)
مجلس الشورى البحريني هو مجلس تشريعي يتألف من 40 عضو يعينهم الملك بأمر ملكي ويشترك مجلس الشورى في الصلاحيات التشريعية مع مجلس النواب ومدة العضوية في مجلس الشورى هي 4 سنوات والفصل التشريعي لمجلس الشورى مجلس النواب مشترك وواحد ويرأس المجلس حالياً علي صالح الصالح منذ 15 ديسمبر 2006.

## رؤساء مجلس الشورى
يعين الملك من بين أعضاء المجلس رئيس مجلس الشورى وذالك بأمر ملكي وتكون مدته لمثل مدة المجلس وكما ينتخب المجلس من بين أعضائه النائب الأول للرئيس والنائب الثاني للرئيس خلال كل دور انعقاد

### قائمة رؤساء مجلس الشورى
|   | الأسم                    | بداية الفترة   | نهاية الفترة   |
| - | ------------------------ | -------------- | -------------- |
| 1 | إبراهيم محمد حميدان      | 27 ديسمبر 1992 | 14 فبراير 2002 |
| 2 | الدكتور فيصل رضي الموسوي | 16 نوفمبر 2002 | 14 ديسمبر 2006 |
| 3 | علي صالح الصالح          | 15 ديسمبر 2006 | حتى الآن       |

### قائمة النائب الأول لرئيس مجلس الشورى
|   | الأسم                  | بداية الفترة   | نهاية الفترة   |
| - | ---------------------- | -------------- | -------------- |
| 1 | جاسم محمد فخرو         | 16 يناير 1993  | 3 أكتوبر 1993  |
| 2 | فاروق يوسف المؤيد      | 3 أكتوبر 1993  | 25 سبتمبر 1996 |
| 3 | الدكتور علي محمد المطر | 1 أكتوبر 1996  | 5 أكتوبر 1999  |
| 4 | جمال محمد فخرو         | 5 أكتوبر 1999  | 14 فبراير 2002 |
| 5 | عبد الرحمن محمد جمشير  | 14 ديسمبر 2002 | 14 ديسمبر 2006 |
| 6 | جمال محمد فخرو         | 15 ديسمبر 2006 | حتى الأن       |

### قائمة النائب الثاني لرئيس مجلس الشورى
|    | الأسم                        | بداية الفترة   | نهاية الفترة   |
| -- | ---------------------------- | -------------- | -------------- |
| 1  | علي صالح الصالح              | 16 يناير 1993  | 26 يونيو 1995  |
| 2  | محمد حسن كمال الدين          | 1 أكتوبر 1995  | 25 سبتمبر 1996 |
| 3  | سمير إبراهيم رجب             | 1 أكتوبر 1996  | 1 أكتوبر 2000  |
| 4  | الدكتور فؤاد صالح شهاب       | 3 أكتوبر 2000  | 2 أكتوبر 2001  |
| 5  | خالد حسين المسقطي            | 2 أكتوبر 2001  | 14 فبراير 2002 |
| 6  | عبد الحسن إبراهيم بوحسين     | 14 ديسمبر 2002 | 11 أكتوبر 2003 |
| 7  | خالد حسين المسقطي            | 11 أكتوبر 2003 | 9 أكتوبر 2004  |
| 8  | منصور حسن بن رجب             | 9 أكتوبر 2004  | 14 ديسمبر 2006 |
| 9  | أليس توماس سمعان             | 15 ديسمبر 2006 | 14 ديسمبر 2010 |
| 10 | بهية جواد الجشي              | 14 ديسمبر 2010 | 14 ديسمبر 2014 |
| 11 | جميلة علي سلمان              | 14 ديسمبر 2014 | 12 ديسمبر 2018 |
| 12 | هالة رمزي فايز               | 12 ديسمبر 2018 | 13 أكتوبر 2019 |
| 13 | جميلة علي سلمان              | 13 أكتوبر 2019 | 12 ديسمبر 2022 |
| 14 | الدكتورة جهاد عبدالله الفاضل | 12 ديسمبر 2022 | حتى الآن       |

## مجلس الشورى (2002 حتى الأن)
في 14 فبراير 2002 صدر دستور البحرين 2002 حيث حدد الدستور النظام البرلماني في البحرين وهو نظام المجلسين حيث أنه ، وفقا للدستور تتكون السلطة التشريعية من مجلسين وهم:
- مجلس النواب - يتألف من 40 عضواً ينتخبهم الشعب مباشرة
- مجلس الشورى - يتألف من 40 عضواً يعينهم الملك بأمر ملكي

ووفقاً للدستور مدة العضوية في مجلس الشورى 4 سنوات ومدة الفصل التشريعي لمجلس الشورى ومجلس النواب مشتركة وواحدة والمدة هي 4 سنوات

### قائمة مجالس الشورى منذ 2002 حتى الأن
| المجلس                    | الفصل التشريعي        | بداية الفترة   | نهاية الفترة   | رئيس المجلس              |
| ------------------------- | --------------------- | -------------- | -------------- | ------------------------ |
| مجلس الشورى البحريني 2002 | الفصل التشريعي الأول  | 14 ديسمبر 2002 | 14 ديسمبر 2006 | الدكتور فيصل رضي الموسوي |
| مجلس الشورى البحريني 2006 | الفصل التشريعي الثاني | 15 ديسمبر 2006 | 14 ديسمبر 2010 | علي صالح الصالح          |
| مجلس الشورى البحريني 2010 | الفصل التشريعي الثالث | 14 ديسمبر 2010 | 14 ديسمبر 2014 | علي صالح الصالح          |
| مجلس الشورى البحريني 2014 | الفصل التشريعي الرابع | 14 ديسمبر 2014 | 12 ديسمبر 2018 | علي صالح الصالح          |
| مجلس الشورى البحريني 2018 | الفصل التشريعي الخامس | 12 ديسمبر 2018 | 12 ديسمبر 2022 | علي صالح الصالح          |
| مجلس الشورى البحريني 2022 | الفصل التشريعي السادس | 12 ديسمبر 2022 | حتى الأن       | علي صالح الصالح          |

## مجلس الشورى (1992 - 2002)
في 20 ديسمبر 1992 صدر أمر أميري بأنشاء مجلس الشورى حيث أنه وفقاً للأمر الأميري يختص مجلس الشورى بأبداء الرأي والمشورة في مشروعات القوانين التي يتقدم بها مجلس الوزراء وأيضاً في السياسة العامة للدولة الأمور المتعلقة بالخدمات والمرافق العامة
ووفقاً للأمر الأميري يتألف مجلس الشورى من 30 عضواً يعينهم الأمير بأمر أميري وكما يعين الأمير رئيس مجلس الشورى من بين أعضاء المجلس
وفي 14 فبراير 2002 وبعد صدور دستور البحرين 2002 صدر الأمر الملكي رقم 3 لسنة 2002 حيث نص على حل مجلس الشورى وألغاء الأمير الأميري الصادر سنة 1992 بأنشاء مجلس الشورى

### قائمة مجالس الشورى خلال الفترة (1992 حتى 2002)
| المجلس                    | بداية الفترة  | نهاية الفترة   | رئيس المجلس         |
| ------------------------- | ------------- | -------------- | ------------------- |
| مجلس الشورى البحريني 1992 | 16 يناير 1993 | 25 سبتمبر 1996 | إبراهيم محمد حميدان |
| مجلس الشورى البحريني 1996 | 1 أكتوبر 1996 | 1 أكتوبر 2000  | إبراهيم محمد حميدان |
| مجلس الشورى البحريني 2000 | 3 أكتوبر 2000 | 14 فبراير 2002 | إبراهيم محمد حميدان |

## أختصاصات المجلس حالياً وفقاً لدستور البحرين 2002
مناقشة مشروعات القوانين والمراسيم بقوانين التي تحال أليه من مجلس النواب حيث يكون له حق قبول المشروع أو تعديله أو رفضه وكذالك حق قبول المرسوم بقانون أو رفضه
أقتراح القوانين
أقتراح تعديل الدستور
توجيه أسئلة مكتوبة للوزراء (الأسئلة البرلمانية)

## جلسات مجلس الشورى
يعقد مجلس النواب جلسته العادية يوم الأحد كل أسبوع وتعقد الجلسات برئاسة رئيس المجلس وفي حال غيابه يرأس الجلسة النائب الأول للرئيس وفي حال غياب الرئيس والنائب الأول يرأس الجلسة النائب الثاني للرئيس ويشترط لصحة انعقاد الجلسة على الأقل وجود أكثر من نصف الأعضاء،
ويجوز لمجلس الشورى أن يعقد جلسات إستثنائية.